# Противогаз
Противога́з — средство индивидуальной защиты органов дыхания, зрения и кожи лица. По сравнению с коллективными средствами защиты, он менее эффективен.
Условия использования (химический состав и концентрация газообразных воздушных загрязнений, температура и влажность воздуха, потребление воздуха работником, свойства фильтра) влияют на срок службы противогазного фильтра. Необходимо учитывать это для того, чтобы выбрать фильтры правильно и заменять их своевременно.
Так как в промышленности использование противогазов является последним и самым неэффективным способом защиты работников от воздушных загрязнений, то во всех развитых и многих развивающихся странах разработаны  требования законодательства к работодателю, чётко определяющие его действия по выбору и организации использования этих средств защиты. 
| Случаи, когда использование противогазов разрешено                                                                                  | Случаи, когда использование противогазов разрешено |
| Страна, документ | Содержание соответствующего раздела документа |
| --- | --- |
| США, OSHA Standard 29 CFR 1910.134 Respiratory Protection                                                                           | 1910.134(a)(1) Основным способом предотвращения тех профессиональных заболеваний, которые возникают из-за вдыхания воздуха, загрязненного пылью, туманом, дымом, смогом, вредными газами и аэрозолями, должно быть предотвращение воздействия вредных веществ на человека и предотвращение загрязнения воздуха. Для этого следует (насколько возможно) автоматизировать и механизировать производство, изменять используемые материалы и технологический процесс, применять технические средства, например, герметизировать производственное оборудование и использовать вентиляционное оборудование. В тех случаях, когда эти способы недостаточно эффективны или при их монтаже и ремонте, следует использовать надёжные и эффективные средства индивидуальной защиты органов дыхания. |
| Великобритания, British Standard BS 4275:1997 Guide to implementing an effective respiratory protective device programme            | Если воздух в месте работы загрязнён, то важно определить, можно ли уменьшить (до приемлемого уровня) риск, создаваемый этими загрязнениями, с помощью технических средств и организационных мер, а не с помощью средств индивидуальной защиты. ... Если выявленный риск неприемлем, то для предотвращения или уменьшения вредного воздействия нужно в первую очередь использовать те методы, которые указаны в пунктах (а)-(с) для предотвращения и в пунктах (d)-(k) для снижения риска, а не противогазы. ... a) Использование других веществ, которые менее токсичны. b) Использование тех же веществ в менее опасной форме, например, замена мелкодисперсного порошка крупнодисперсным или гранулами, или раствором. c) Замена технологического процесса на другой – так, чтобы уменьшилось пылеобразование. d) Выполнение технологического процесса и обработки материалов в полностью или частично герметизированном оборудовании. e) Устройство укрытий в сочетании с местными вентиляционными отсосами. f) Местная вытяжная вентиляция – местные отсосы (без укрытий). g) Использование общеобменной вентиляции. h) Уменьшение длительности периодов воздействия. i) Организация работы таким образом, чтобы уменьшить попадание загрязнений в воздух, например, закрывание неиспользуемых контейнеров. j) Использование измерительного оборудования и связанной с ним сигнализации для предупреждения людей о превышении допустимого уровня загрязнённости воздуха. k) Эффективная уборка. l) Выполнение программы респираторной защиты. Поскольку во многих случаях нельзя уменьшить риск вдыхания загрязнённого воздуха рабочими лишь одним способом, нужно тщательно изучить все шаги от a) до l), которые предназначены для уменьшения загрязнения воздуха или для уменьшения риска вдыхания загрязнённого воздуха. Но при использовании сочетания двух или более способов можно добиться снижения риска до допустимого. Требования настоящего стандарта должны выполняться в течение всего времени, пока будет разрабатываться и проводиться снижение риска вдыхания загрязнённого воздуха с помощью всех обоснованных технических и организационных мероприятий (без использования СИЗОД) и после выполнения такого снижения. ... Если проведение мероприятий по снижению рисков не позволит обеспечить безопасные и здоровые условия труда, нужно сделать оценку остаточного риска вдыхания загрязнённого воздуха или поглощения вредных веществ через кожу. Это позволит определить, какой (тип) противогазов необходим, и какой должна быть программа респираторной защиты. |
| Европейский Союз (ФРГ), DIN EN 529:2006 Atemschutzgeräte - Empfehlungen für Auswahl, Einsatz, Pflege und Instandhaltung - Leitfaden | ... Воздействие вредных веществ на рабочих должно быть устранено (снижено до безопасного уровня). Если же это невозможно или трудновыполнимо, то оно должно быть уменьшено до минимума в источнике за счёт использования технических, организационных и иных мер – до того, как будут применяться респираторы. ... СИЗОД должны использоваться только в том случае, когда выполняется одно или несколько условий: а) Использованы другие средства, но их оказалось недостаточно; b) Воздействие превышает предельно допустимое, а средства (коллективной и технической) защиты пока только устанавливаются; c) Рабочим приходится работать в условиях, близких к ЧС, так как выполнение работы нельзя отложить до момента, когда воздействие будет снижено в источнике другими средствами. d) Рабочие подвергаются воздействию, превышающему предельно допустимое, редко и непродолжительно, так что использование других методов защиты непрактично; e) Необходим самоспасатель для самостоятельной эвакуации в случае возникновения ЧС; f) Выполнение аварийных работ спасателями. |
| Канада, CSA Standard Z94.4-11 Selection, use, and care of respirators                                                               | 4.1 Общие положения Если использование средств коллективной защиты и/или организационных мероприятий не позволяет предотвратить избежать работы людей в непригодной для дыхания атмосфере, а также во время разработки и внедрения указанных мероприятий; при техническом обслуживании средств коллективной защиты; при авариях и ЧС для защиты работников должны использоваться средства индивидуальной защиты органов дыхания. |
| Австралия и Новая Зеландия, AS/NZS 1715:2009 Selection, use and maintenance of respiratory protective equipment                     | 1.6 Основные положения Запрещается работа людей в потенциально опасной атмосфере без адекватной защиты. Воздействие вредных веществ на организм работников не должно превышать предельно-допустимое. Защита жизни и здоровья работников от воздействия вредных веществ должна основываться на следующих принципах: (a) Если состав атмосферы на рабочем месте неизвестен и может представлять опасность, то квалифицированное и ответственное лицо должно проверить атмосферу с помощью адекватного оборудования. (b) Должны быть приняты все возможные меры для предотвращения попадания вредных веществ на рабочее место. Для этого могут быть использованы следующие методы: учёт этого обстоятельства при разработке проекта производственного здания, технологии и оборудования; разработка методов организации и выполнения работы, и средств коллективной защиты (например, вентиляция) так, чтобы избежать применения СИЗОД; использование других СИЗ. (с) Если принятых мер по защите от опасной атмосферы оказалось недостаточно, должны использоваться адекватные СИЗОД и другие необходимые СИЗ. При выполнении работ в условиях ЧС, когда может произойти попадание вредных веществ в атмосферу, рабочие должны обеспечиваться адекватными СИЗОД. |

Требований и рекомендаций аналогичного содержания и качества в РФ нет.
Также эти средства защиты являются товаром, продаваемым на рынке. В РФ ведётся систематичная долгосрочная государственная поддержка для увеличения объёма продаж СИЗ.

## Типы
Противогазы различаются:
- фильтрующие — от конкретных типов отравляющих веществ, человек дышит атмосферным воздухом, отфильтрованным в противогазной (фильтрующей) коробке, возможна замена отработанной коробки.
- изолирующие — человек обеспечивается пригодным для дыхания воздухом или газовой смесью из источника, не зависящего от окружающей атмосферы. К изолирующим СИЗОД относят автономные дыхательные аппараты (где используется химический источник кислорода и поглотитель углекислого газа, или баллоны со сжатым воздухом или газом, и т. п.); и шланговые респираторы, в которых воздух под маску подаётся по шлангу из источника не загрязнённого воздуха (от компрессора, от трубопровода со сжатым и пригодным для дыхания воздухом, от стационарных или мобильных ёмкостей со сжатым воздухом, и из удалённого от источника загрязнений места). Для подачи воздуха в шланговых респираторах может использоваться компрессор, воздуходувка, или усилие органов дыхания.

## История
В Средние века и Раннее новое время чумные доктора использовали примитивные маски в форме птичьей головы с красными стеклами и «фильтрами» из целебных трав, что, несмотря на примитивность конструкции, вполне успешно (по меркам своего времени) защищало врачей от заражения. Однако история настоящих противогазов начинается в годы Первой мировой войны. Это было обусловлено широким применением воюющими сторонами боевых отравляющих веществ. Впервые массово они были применены на русско-германском фронте в 1915 г., впрочем, без особого результата, а, затем, на франко-германском фронте, где привели к значительным потерям со стороны союзных сил и началу поиска эффективных средств индивидуальной защиты. Сначала в качестве средств защиты использовались марлевые повязки, пропитанные различными составами, однако в боевых условиях они показали низкую эффективность.
В литературе на русском языке опубликованы разные мнения о том, кто является изобретателем противогаза "современного типа", с фильтром с активированным углём.
В 1854 году шотландский химик Джон Стенхаус обнаружил, что древесный уголь может поглощать из воздуха и иногда нейтрализовать (за счёт окисления) пары хлора, сероводорода и аммиака, и сделал, вероятно, первый в мире фильтрующий противогазовый СИЗОД с древесным углём. Лицевая часть закрывала рот и нос (полумаска) и состояла из двух проволочных сеток (наружной и внутренней), пространство между которыми заполнялось через специальный клапан мелкими кусочками древесного угля.
Стенхаус отказался патентовать своё изобретение, чтобы оно широко использовалось для защиты жизни и здоровья людей. Замечательно, что во второй половине 19 века на некоторых крупных фабриках и предприятиях Лондона для защиты от газообразных воздушных загрязнений уже использовали фильтрующие СИЗОД с древесным углём.
Однако для современников Стенхауса фильтр, содержащий древесный уголь, был лишь одним из аналогов. Так как, к примеру, Теодор Хоффманн (Theodore A. Hoffman) из штата Иллинойс, почти через 10 лет после угольного респиратора Стенхауса, запатентовал респиратор, представляющий собой шерстяной фильтр, сложенный конвертом, включенный в оболочку из кис.
В 1915 году известный русский ученый-химик Н. Д. Зелинский предложил использовать для очищения отравленного воздуха изобретённый им активированный древесный уголь, в котором (за счёт специальной обработки) создавалось большое количество пор. Ранее Зелинский изучал работы Стенхауза в этой области. Технологом завода «Треугольник» М. И. Куммантом была разработана резиновая маска, защищающая лицо от действия отравляющих веществ. Именно это устройство, состоящее из резиновой маски и фильтрующей коробки, и получило название «противогаз». Интересно, что Николай Зелинский тоже не стал патентовать изобретённый им противогаз, считая, что нельзя наживаться на человеческих несчастьях, и Россия передала союзникам право его производства. На доме в Санкт-Петербурге, где Н. Д. Зелинский изобрёл противогаз, установлена мемориальная доска.
А Кумонт получил большую прибыль, запатентовав придуманную им не очень удачную лицевую часть (без клапана выдоха).

## Устройство противогаза
- Фильтрующая коробка
- Очковый узел
- Обтекатели (не во всех моделях)
- Клапанная коробка (один клапан на вдох, два клапана на выдох (но не всегда)
- Соединительный гофрированный гибкий шланг (не во всех моделях)
- Некоторые противогазы содержат мембрану переговорного устройства
- Некоторые противогазы оснащены устройствами для питья (через резиновую трубку)
- Некоторые противогазы оснащены устройством, позволяющим протирать стёкла изнутри (со стороны лица)
- Некоторые противогазы имеют подмасочник
- В большинстве противогазов масочного типа присутствует обтюратор

Использование противогаза
Противогаз применяется как самостоятельное средство индивидуальной защиты, так и в комплекте с другими средствами (например Л-1, ОЗК, и ОКЗК).
Противогаз носится в следующих положениях
Положение № 1 — Походное:
Противогаз располагается в сумке на левом боку и на уровне пояса. Все пуговицы застёгнуты.
Положение № 2 — Наготове:
Если есть угроза заражения. По команде «Внимание!» необходимо передвинуть противогазную сумку на живот и расстегнуть пуговицы.
Положение № 3 — Боевое:
По команде: Газы! Быстро надеть противогаз.
Порядок надевания противогаза
1. По команде «Газы!» задержать дыхание, не вдыхая воздух.
2. Достать противогаз из противогазной сумки, при этом доставать правой рукой, а левой рукой — удерживать сумку снизу.
3. Вынуть пробку-заглушку из противогазной коробки.
4. Перед надеванием противогаза расположить большие пальцы рук снаружи, а остальные внутри.
5. Приложить нижнюю часть шлем-маски на подбородок.
6. Резко натянуть противогаз на голову снизу вверх.
7. Выдохнуть.
8. Необходимо, чтобы после не образовалось складок, очковый узел должен быть расположен на уровне глаз.
9. Открыть глаза.
10. Перевести сумку на бок.

Снятие
1. По команде «Отбой!» снять противогаз, засунув пальцы под маску (в обратном порядке как при надевании), при этом не дотрагиваясь до внешней части противогаза. Если надеты защитные перчатки или газ не обладает кожно-нарывным действием, снимать взявшись рукой за фильтрующую коробку.
2. Убрать противогаз в противогазную сумку или выбросить, если газ может остаться на противогазе.
3. Застегнуть пуговицы.

## Маркировка и назначение фильтров газовых установок
Классы эффективности (см. фильтры респираторов):
| Класс | Описание              | Концентрация веществ предельная (% объёмный) |
| ----- | --------------------- | -------------------------------------------- |
| 1     | Низкой эффективности  | 0,1                                          |
| 2     | Средней эффективности | 0,5                                          |
| 3     | Высокой эффективности | 1                                            |

Примечание 1 к классам: фильтры к специальным газам и типа АХ классом не помечаются, могут маркироваться дополнительными условиями.
Например, фильтр против СО обозначается как СО-число, где число — предельный довесок в граммах, после которого фильтр меняют.
Примечание 2 к классам: Для аэрозолей классы следующие:
1. — Крупная пыль,
2. — Пыль, дым, туман,
3. — Мелкодисперсный туман, взвеси, дым, бактерии, вирусы.

Примечание 3 к классам: Классы пишутся сразу после обозначения вредных веществ.
Перечень и назначение различных марок фильтрующих элементов противогазовых СИЗОД, принятый в нашей стране в соответствии с новым стандартом, гармонизированным со стандартами ЕС. Они различаются цветовой окраской и буквенной маркировкой.
При использовании противогазов с фильтрами для защиты от вредных газов, их нужно вовремя заменять, см. Замена противогазных фильтров.
| Марка фильтрующего элемента | Отличительная окраска | Вредные вещества, от которых обеспечивается защита                                             |
| --------------------------- | --------------------- | ---------------------------------------------------------------------------------------------- |
| Р                           | Белая                 | Аэрозоли (пыль, дым, туман), бактерии и вирусы                                                 |
| A                           | Коричневая            | Органические пары и газы с температурой кипения > 65 °С                                        |
| B                           | Серая                 | Неорганические газы (хлор, фтор, бром, сероводород, сероуглерод, хлорциан, галогены), кроме СО |
| E                           | Жёлтая                | Кислые газы и пары азотной кислоты                                                             |
| K                           | Зелёная               | Амины и аммиак                                                                                 |
| NO                          | Синяя                 | Оксиды азота                                                                                   |
| Hg                          | Красная               | Органические соединения ртути, пары ртути                                                      |
| AX                          | Коричневая            | Органические пары с температурой кипения <65°С                                                 |
| SX                          | Фиолетовая            | От специальных веществ (зарин, зоман, фосген и прочие)                                         |
| Reaktor                     | Оранжевая             | Йод радиоактивный, метилйодид радиоактивный и радиоактивные частицы                            |
| CO                          | Фиолетовая            | Угарный газ (СО), цифры обозначают максимально допустимое увеличение массы фильтра             |

Примечание к обозначениям:
Фильтры могут защищать как от одного типа вредных веществ, так и от нескольких, практически в любой комбинации.
Пример 1: А2В2Е1К1Р3 — защищает от органических газов и паров с температурой кипения более 65 градусов, при концентрации до 0,5% об., неорганических газов, кроме угарного при концентрации до 0,5% об., кислых паров при концентрации до 0,1% об., аммиака и аминов при концентрации до 0,1% об., а также от мелкодисперсных аэрозолей, бактерий и вирусов; имеет окраску следующих цветов: коричневая, серая, жёлтая, зелёная и белая
Пример 2: А2В3Е2 — защищает от органических газов и паров с температурой кипения более 65 градусов, при концентрации до 0,5% об., неорганических газов, кроме угарного при концентрации до 1% об., кислых паров при концентрации до 0,5% об. Имеет окраску следующих цветов: коричневая, серая, жёлтая.
Приведённые выше примеры не соответствуют рекомендациям западных специалистов, так как при защите от веществ с небольшими ПДК, небольшой молекулярной массой, такие рекомендации допускают использование фильтрующих СИЗОД, не поддерживающих избыточное давление под маской во время вдоха, при сильном превышении ПДК (мгновенно-опасном для жизни и/или здоровья). А измерения, проводившиеся во время работы на рабочих местах, показали что из-за неаккуратного надевания маски и её сползания во время работы просачивание неотфильтрованного воздуха может достигать, например, 9%. Последствия запоздалой замены противогазных фильтров, срок службы которых в условиях РФ трудно установить, могут оказаться тяжёлыми.
| Вещество | Марка фильтра | Примечания (см. в конце таблицы) |
| --- | ------------- | -------------------------------- |
| 1, 2 дихлорэтан | A             |                                  |
| 2-нитропропан | A             | 4                                |
| 2-пропанол | A             |                                  |
| адипиновая кислота | Р3            |                                  |
| азотная кислота | B             |                                  |
| акриламид | А+Р3          | 1, 4, 5                          |
| акриловая кислота | А             |                                  |
| акрилонитрил | А             | 4                                |
| акролеин | AX            | 3                                |
| алифатическая нафта | А             |                                  |
| аллиламин | AX            | 5                                |
| аллиловый спирт | А             | 3                                |
| амилацетат | A             |                                  |
| аммиак | К             |                                  |
| анилин | A             | 4, 5                             |
| ароматическая нафта | A             |                                  |
| арсин | B             |                                  |
| ацетальдегид | AX            | 4                                |
| ацетамид | А+Р3          | 1, 4                             |
| ацетилхлорид | B             |                                  |
| ацетон | AX            |                                  |
| банзальдегид | A             |                                  |
| барий | Р3            |                                  |
| бензилхлорид | A             | 3, 4                             |
| бензин | AX            |                                  |
| бензол | A             | 4                                |
| бензотриазол | А+Р3          | 1                                |
| бериллий | Р3            | 4, 6                             |
| бифенил | А+Р3          | 1                                |
| бром | B             |                                  |
| бутилацетат | A             |                                  |
| бутиральдегид | A             |                                  |
| винилацетат | A             |                                  |
| винилтолуол | A             |                                  |
| гидразин | A             | 3, 4, 5, 6                       |
| гидрид сурьмы | B             |                                  |
| гидроксид калия | Р3            |                                  |
| гидроксид натрия | Р3            |                                  |
| гидрохинон | Р3            | 4, 6                             |
| гипохлорит натрия | B+Р3          | 1                                |
| глутуральдегид | A             | 6                                |
| диацетоновый спирт | A             | 3                                |
| диглицидиловый эфир | A             | 3, 6                             |
| диметилсульфат | A             | 3, 4, 5                          |
| диметилформамид | A             | 4, 5                             |
| диоксан | A             | 4, 5                             |
| диоксид кремния | Р3            | 4                                |
| диоксид серы | E             |                                  |
| диоксид хлора | B             |                                  |
| дисульфид углерода | АХ            | 5                                |
| изопропиловый спирт | A             |                                  |
| изофорон | A             |                                  |
| йод | В+Р3          | 3                                |
| кадмий | Р3            | 4                                |
| карбонат натрия | Р3            |                                  |
| кобальт (пыль и дым) | Р3            | 6                                |
| краска для необрастающих покрытий | А+Р3          | 1                                |
| крезол | A+Р3          | 1                                |
| кремнефтористо-водородная кислота | B+Р3          | 1                                |
| ксилол | A             | 5                                |
| кумол | A             | 5                                |
| малеиновый ангидрид | А+Р3          | 1, 6                             |
| марганец | Р3            |                                  |
| медь | Р3            |                                  |
| метилакрилат | А             | 5, 6                             |
| метиламин | K             |                                  |
| метилбромид | АХ            | 3, 5                             |
| метилен дифенил изоцианат | В+Р3          | 1,6                              |
| метилизобутилкетон | A             | 3, 5                             |
| метилйодид | АХ            | 4, 5                             |
| метилметакрилат | A             | 5, 6                             |
| метиловый спирт | АХ            | 5                                |
| метилхлорид | АХ            | 4                                |
| метилхлороформ | А             |                                  |
| метилэтилкетон | A             | 5                                |
| монометиламин | K             |                                  |
| монометиловый эфир гликоля | A             | 5                                |
| морфолин | A             | 5                                |
| муравьиная кислота | В             |                                  |
| мышьяк (не арсин) | Р3            |                                  |
| никель металлический | Р3            | 4, 6                             |
| нитрат серебра | Р3            |                                  |
| нитробензол | A             | 5                                |
| нитрогликоль | A             | 5                                |
| нитроглицерин | A             | 5                                |
| оксид алюминия | Р3            |                                  |
| оксид ванадия (пыль) | Р3            |                                  |
| оксид железа (дым) | Р3            |                                  |
| оксид кальция | Р3            |                                  |
| оксид цинка (дым) | Р3            |                                  |
| оксид этилена | АХ            | 4, 5                             |
| октан | A             | 1                                |
| органические пероксиды | А+Р3          |                                  |
| пентахлорфенол | Р3            | 4, 5                             |
| перборат натрия | Р3            |                                  |
| перманганат калия | Р3            |                                  |
| перхлорэтилен | A             | 4, 5                             |
| пиперазин | K+Р3          | 1, 6                             |
| пиперидин | K             |                                  |
| пиридин | A             |                                  |
| плавиковая кислота | В+Р3          | 1                                |
| полихлорированный дифенил | А+Р3          | 1, 4, 5                          |
| пропионовая кислота | B             |                                  |
| пыль инертная | Р3            |                                  |
| ртуть (пар) | Hg-Р3         | 2, 5, 6                          |
| р-фенилендиамин | Р3            | 3, 6                             |
| свинец (пыль и дым) | Р3            |                                  |
| селен | Р3            |                                  |
| селенид водорода | B             | 3                                |
| серная кислота (туман) | E+Р3          | 1                                |
| сероводород | B             |                                  |
| силикат натрия | Р3            | 3                                |
| синильная кислота | В             | 3, 5                             |
| соляная кислота | В             |                                  |
| стирол | A             | 5                                |
| сульфаминовая кислота | B+Р3          | 1                                |
| сульфид селена (полисульфид селена) | Р3            | 4                                |
| сурьма | Р3            |                                  |
| терпентинное масло | A             | 5, 6                             |
| тетрагидрофуран | A             |                                  |
| тетраметилсвинец | A+Р3          | 1, 5                             |
| тетрахлорэтилен | A             | 5, 6                             |
| тетраэтилсвинец | A+Р3          | 1,5                              |
| толуол | A             | 5                                |
| трибутилфосфат | A             |                                  |
| тридимит (диоксид кремния) | Р3            |                                  |
| триметилбензол | A             |                                  |
| тринатрийфосфат | Р3            |                                  |
| трихлорэтан | A             |                                  |
| трихлорэтилен | A             | 4                                |
| уайт-спирит | A             |                                  |
| уксусная кислота | B             |                                  |
| уксусный ангидрид | B             |                                  |
| фенол | А+Р3          | 1, 5                             |
| формальдегид | В             | 4, 5, 6                          |
| фосген | B             |                                  |
| фосфин | B             |                                  |
| фосфорная кислота (туман) | B+Р3          | 1                                |
| фталевый ангидрид | P3            | 6                                |
| фтор | B             |                                  |
| фторид натрия | Р3            |                                  |
| фурфурол | A             |                                  |
| хлопковая пыль | Р3            |                                  |
| хлор | B             |                                  |
| хлорат | P3            |                                  |
| хлорид алюминия | В+Р3          | 1                                |
| хлорид бензоила | A             |                                  |
| хлорид железа | Е+Р3          | 1                                |
| хлорид метилена | АХ            | 4                                |
| хлорид цинка (дым) | Р3            |                                  |
| хлористый аллил | AX            | 5                                |
| хлористый винил | AX            | 4, 5                             |
| хлористый винилиден | AX            |                                  |
| хлорная кислота | AB            |                                  |
| хлоропрен | АХ            | 4                                |
| хромовая кислота | Р3            | 4, 6                             |
| цианид (в форме CN) | В+Р3          | 1, 3                             |
| циклогексан | A             |                                  |
| циклогексанол | A             | 1                                |
| четыреххлористый углерод | A             | 4                                |
| щавелевая кислота | Р3            |                                  |
| эпихлоргидрин | A             | 4, 5, 6                          |
| этанол | A             |                                  |
| этилакрилат | A             | 4, 5, 6                          |
| этилацетат | A             |                                  |
| этилбромид | АХ            | 3                                |
| этиленгликоль | A             |                                  |
| этилендиамин | К             | 3, 6                             |
| этилендиамин-тетраацетат | Р3            |                                  |
| этиловый эфир | АХ            |                                  |
| этилхлорид | АХ            | 4                                |
| Примечание: 1. Необходимо использовать комбинированные фильтры 2. Максимальное время использования комбинированных фильтров для защиты от паров ртути 50 часов 3. Следует пользоваться полнолицевой маской 4. Онкогенные 5. Впитывается в кожу 6. Считается сенсибилизатором (вещество, вводимое в фотослой). |               |                                  |

Формы частиц:
- радиоактивные частицы появляются в результате ядерных взрывов и утечек радиоактивных веществ.
- пыль состоит из органических и неорганических твердых веществ находящиеся в воздухе (минералы, металлы, уголь, дерево, волокно и др.)
- дым состоит из мелких частиц угля, сажи и других сгоревших материалов, в которых содержатся капельки жидкости и твердые частицы
- туман состоит из мелких каплей жидкости, рассеянные в воздухе
- микроорганизмы: бактерии, вирусы

Старая советская маркировка фильтров ещё иногда применяется (для справки):
- Марка «A» — от органических паров (бензина, керосина, бензола, спиртов и др.).
- Марка «В» — от кислых газов (сернистого газа, сероводорода, хлористого водорода и др.).
- Марка «КД» — от сероводорода и аммиака.
- Марка «Г» — от паров ртути.

Также в маркировке фильтров противогазов могут быть надписи для определения завода-изготовителя этого фильтра:
- «Бриз-…» — Фильтр противогаза производства завода «Бриз Кама».
- «ДОН-…» — Фильтр противогаза производства завода «Фильтр».
- «ФК(Г)-…» — Фильтр противогаза производства завода «Тамбовмаш».
- «ДОТ-…» — Фильтр противогаза производства завода «Сорбент».
- «ФК(Г)-…» — Фильтр противогаза производства завода «ЭХМЗ».
- «ИЗОД-…» — Фильтр противогаза производства завода «АРТИ».

## Противогаз для младенцев
В СССР для системы гражданской обороны выпускалась Камера защитная детская (КЗД), предназначавшаяся для защиты младенцев до 1,5 года от отравляющих веществ, радиоактивной пыли и бактериальных средств. КЗД представляла собой большую герметичную сумку из прорезиненной ткани на металлическом каркасе, внутрь помещался маленький ребёнок. Воздух для дыхания ребёнка проходит через диффузионно-сорбирующие элементы. Для ухода за ребёнком в верхней части оболочки предусмотрена рукавица из прорезиненной ткани. Необходимые для ухода предметы (бутылочка с водой, сухие пелёнки и др.) помещались внутрь камеры до герметизации. Имелось прозрачное окошко для наблюдения за состоянием младенца, а также плечевая тесьма для переноски камеры. Время непрерывного пребывания ребёнка в камере КЗД-6 зависит от температуры наружного воздуха и составляет 0,5—6 часов.

## Противогазовая сумка
Противогазы переносят в специально предназначенных сумках. Противогазовая сумка также используется для переноски фильтрующей коробки при надетом противогазе в случае шлангового соединения с лицевой маской. Изготавливается чаще всего из ткани типа брезент, также для некоторых противогазов может производится из ткани «БЦК» и т. д., имеет камуфляжную окраску (обычно, тёмно-зелёную). Противогазовая сумка идёт в комплекте с каждым противогазом и позволяет иметь его постоянно при себе в случае угрозы ЧС. Носится на боку при помощи плечевого ремня, некоторые модели помимо этого оснащены тесёмкой для жёсткой фиксации на теле. Противогазная сумка от ГП-5 предназначена также для переноски ИПП-11 и аптечки АИ-2.

## Потенциальная опасность
При работе в условиях, когда концентрация вредных веществ мгновенно-опасна, использование фильтрующих СИЗОД в США запрещено. Для ряда веществ допускается использование фильтрующих самоспасателей.
При продаже СИЗОД изготовители и продавцы обязаны указывать область допустимого применения своей продукции. Но ни в СССР, ни в РФ государство такие ограничения не устанавливало, и их нет. Поэтому в рекламных целях некоторые продавцы и изготовители значительно и необоснованно завышают эффективность своей продукции — так, что это даёт потребителю неправильное представление о области безопасного применения противогаза. Например, хотя применение полнолицевых масок с панорамным стеклом ограничено в США 50 ПДК, а в Великобритании 40 ПДК, в РФ их рекомендуют как СИЗ с коэффициентом защиты 1 млн и более. Выбор и использование заведомо недостаточно эффективных респираторов происходит в условиях, когда законодательство и программы обучения специалистов по охране труда в РФ не рассматривают эти вопросы.
Фильтры многих противогазов, производившихся в период Второй Мировой войны и в последующее время (в частности, ГП-5), содержат каркас, изготовленный из волокон целлюлозы с содержанием асбеста.
Несмотря на то что данный материал имеет плотную структуру и содержание свободных волокон асбеста во вдыхаемом воздухе минимально, при повреждении фильтра их концентрация может возрастать.
По данным исследований лаборатории в Солт-Лейк-Сити в 2013 г., фильтрующий материал противогаза ГП-5 содержал 7,5% асбеста. Неизвестно, в течение какого времени производились асбестсодержащие фильтры.
Специалисты по промышленной гигиене считают использование противогазов самым последним, и одновременно — самым ненадёжным способом защиты рабочих от вредных воздушных загрязнений.

## Учебные пособия по СИЗОД промышленного назначения
В СССР были написаны учебные пособия (по СИЗОД как военного, таки и промышленного назначения).
В подавляющем большинстве промышленно-развитых стран, и во многих развивающихся странах, выбор и применение СИЗОД подробно регламентировано научно-обоснованными требованиями национального законодательства. А для того, чтобы работодатели, руководители и работники лучше их понимали и выполняли, в соответствии с имеющимися требованиями, разработаны учебные пособия, часть из которых бесплатно доступна в интернет.
Структура некоторых учебников схожа со структурой требований к работодателю, то есть они объясняют причины конкретных требований (по пунктам), и как их лучше выполнять.
| Учебные материалы по выбору и применению средств индивидуальной защиты органов дыхания | Учебные материалы по выбору и применению средств индивидуальной защиты органов дыхания | Учебные материалы по выбору и применению средств индивидуальной защиты органов дыхания | Учебные материалы по выбору и применению средств индивидуальной защиты органов дыхания   | Учебные материалы по выбору и применению средств индивидуальной защиты органов дыхания                                                                              |
| Страна, язык                                                                           | Год                                                                                    | Страниц                                                                                | Разработчик                                                                              | Учебник (область деятельности) |
| -------------------------------------------------------------------------------------- | -------------------------------------------------------------------------------------- | -------------------------------------------------------------------------------------- | ---------------------------------------------------------------------------------------- | --- |
| США, английский                                                                        | 1987                                                                                   | 305                                                                                    | Институт охраны труда (NIOSH)                                                            | NIOSH Guide to Industrial Respiratory Protection (применение СИЗОД в промышленности)                                                                                |
| США, английский                                                                        | 2005                                                                                   | 32                                                                                     | Институт охраны труда (NIOSH)                                                            | NIOSH Respirator Selection Logic (выбор СИЗОД для применения в промышленности)                                                                                      |
| США, английский                                                                        | 1999                                                                                   | 120                                                                                    | Институт охраны труда (NIOSH)                                                            | TB Respiratory Protection Program In Health Care Facilities (применение в медучреждениях для защиты от туберкулёза)                                                 |
| США, английский                                                                        | 2017                                                                                   | 48                                                                                     | Pesticide Educational Resources Collaborative (PERC)                                     | Respiratory Protection Guide. Requirements for Employers of Pesticide Handlers. (защита с/х рабочих)                                                                |
| США, английский и испанский                                                            | -                                                                                      | -                                                                                      | Управление по охране труда (OSHA)                                                        | Respiratory Protection eTool (учебные материалы по выбору и применению СИЗОД, онлайн)                                                                               |
| США, английский                                                                        | 2011                                                                                   | 124                                                                                    | Управление по охране труда (OSHA)                                                        | Small Entity Compliance Guide for the Respiratory Protection Standard (применение СИЗОД в маленьких фирмах)                                                         |
| США, английский                                                                        | 2015                                                                                   | 96                                                                                     | Управление по охране труда (OSHA)                                                        | Hospital Respiratory Protection Program Toolkit (применение СИЗОД в медучреждениях)                                                                                 |
| США, английский                                                                        | 2012                                                                                   | 54                                                                                     | Управление по охране труда (OSHA), отделение в Северной Каролине                         | A Guide to Respiratory Protection (выбор и применение СИЗОД) |
| США, английский                                                                        | 2014                                                                                   | 44                                                                                     | Управление по охране труда (OSHA), отделение в Орегоне                                   | Breathe Right! Oregon OSHA’s guide developing a respiratory protection program for small-business owners and managers (выбор и применение СИЗОД в маленьких фирмах) |
| США, английский                                                                        | 2016                                                                                   | 32                                                                                     | Управление по охране труда (OSHA), отделение в Орегоне                                   | Air you breathe: Oregon OSHA’s respiratory protection guide for agricultural employers (выбор и применение СИЗОД с сельском хозяйстве)                              |
| США, английский                                                                        | 2014                                                                                   | 38                                                                                     | Управление по охране труда (OSHA), отделение в Орегоне                                   | Respiratory Protection (применение СИЗОД в промышленности) |
| США, английский                                                                        | 2017                                                                                   | 51                                                                                     | Управление по охране труда (OSHA), отделение в Калифорнии                                | Respiratory Protection in the Workplace (выбор и применение СИЗОД в маленьких фирмах)                                                                               |
| США, английский                                                                        | 2001                                                                                   | 166                                                                                    | Комиссия по защите населения от радиоактивных материалов (NRC, США)                      | Manual of Respiratory Protection Against Airborne Radioactive Material (применение СИЗОД для защиты от радиоактивных материалов)                                    |
| США, английский                                                                        | 1986                                                                                   | 173                                                                                    | Институт охраны труда (NIOSH) и Агентство по охране окружающей среды (EPA)               | A guide to respiratory protection for the asbestos abatement industry (применение СИЗОД для защиты от асбеста)                                                      |
| Канада, французский                                                                    | 2013, 2002                                                                             | 60                                                                                     | Институт исследований и безопасности (IRSST)                                             | Guide pratique de protection respiratoire (выбор и применение СИЗОД); 2 издание                                                                                     |
| Канада, английский                                                                     | 2015                                                                                   | -                                                                                      | Институт исследований и безопасности (IRSST)                                             | A support tool for choosing respiratory protection against bioaerosols (учебные материалы по защите от биоаэрозолей, онлайн)                                        |
| Канада, французский                                                                    | 2015                                                                                   | -                                                                                      | Институт исследований и безопасности (IRSST)                                             | Un outil d’aide a la prise de decision pour choisir une protection respiratoire contre les bioaerosols (учебные материалы по защите от биоаэрозолей, онлайн)        |
| Франция, французский                                                                   | 2017                                                                                   | 68                                                                                     | Национальный институт исследований и безопасности (INRS)                                 | Les appareils de protection respiratoire (выбор и применение СИЗОД)                                                                                                 |
| ФРГ, немецкий                                                                          | 2011                                                                                   | 174                                                                                    | Обществом по страхованию от несчастных случаев (DGUV)                                    | Benutzung von Atemschutzgerдten (выбор и применение СИЗОД) |
| Великобритания, английский                                                             | 2013                                                                                   | 59                                                                                     | Управление по охране труда Великобритании (HSE)                                          | Respiratory protective equipment at work (выбор и применение СИЗОД)                                                                                                 |
| Великобритания, английский                                                             | 2016                                                                                   | 29                                                                                     | Подразделением по радиологической защите в атомной промышленности Великобритании (IRPCG) | Respiratory Protective Equipment (применение СИЗОД в атомной промышленности)                                                                                        |
| Ирландия, английский                                                                   | 2010                                                                                   | 19                                                                                     | Управление по охране труда (HSA)                                                         | A Guide to Respiratory Protective Equipment (применение СИЗОД) |
| Новая Зеландия, английский                                                             | 1999                                                                                   | 51                                                                                     | Управление по охране труда (OSHS)                                                        | A guide to respiratory protection (выбор и применение СИЗОД) |
| Чили, испанский                                                                        | 2009                                                                                   | 40                                                                                     | Институт здравоохранения (ISPCH)                                                         | Guía para la selección y control de protección respiratoria (выбор и применение СИЗОД)                                                                              |
| Испания, испанский                                                                     | -                                                                                      | 16                                                                                     | Институт охраны труда (INSHT)                                                            | Guía orientativa para la selección y utilizacion de protectores respiratorios (выбор и применение СИЗОД)                                                            |
| Италия, итальянский                                                                    | -                                                                                      | 64                                                                                     | Компания «Sabbatini Consulting»                                                          | Guida alla scelta e all’uso degli apparecchi di protezione delle vie respiratorie (выбор и применение СИЗОД)                                                        |

Часть учебников разрабатывалась для подготовки сотрудников маленьких компаний, так как широкомасштабный опрос (охвачено более 30 тыс. организаций) показал, что именно в маленьких компаниях чаще всего происходят нарушения требований к выбору и к организации применения СИЗОД. Отчасти это объясняется тем, что в таких компаниях порой нет специалистов по охране труда, а у других сотрудников плохая подготовка в этой области.
На конец 2017 года в РФ требования законодательства обеспечению работников СИЗОД сводились, в основном, к тому, что в «Типовых отраслевых нормах бесплатной выдачи спецодежды, спецобуви и средств индивидуальной защиты …» (для разных отраслей) указывалось, что работникам ряда специальностей работодатель обязан за свой счёт выдать респиратор (или противогаз). В этих документах не всегда различаются противогазные и противоаэрозольные СИЗОД; нет указаний — СИЗОД какой конструкции выбирать для разной степени загрязнённости воздуха; нет указаний по индивидуальному подбору маски к лицу и своевременной замене противогазных фильтров, и др. — так что сколько-нибудь подробных требований к выбору и к организации применения СИЗОД в РФ нет. Соответственно, разработка учебных пособий, аналогичный западным, затруднена. Отсутствие конкретных требований к выбору СИЗОД нередко приводило к значительному и необоснованному завышению эффективности (декларируемой) поставщиками.
Учебники (NIOSH), продолжают использоваться для подготовки специалистов по охране труда в США (на 2017 г.). Они являются общественным достоянием. После перевода на русский язык, их использование в РФ разрешено представителями института-разработчика, и одобрено специалистами по медицине труда.
Управление по охране труда (OSHA) разместило на свойм сайте разные учебные материалы и учебно-тренировочные видеоролики.

## Пути развития военных СИЗОД
Для улучшения качества новых фильтрующих противогазов, применяемых и разрабатывающихся для военных, используют разные методы. Снижается сопротивление дыханию и масса СИЗОД, повышается их совместимость с другими устройствами и СИЗ, удобность применения. Так, очковый узел американского М50 представляет собой единый моноблок, улучшающий обзор и снижающий нагрузку на глаза. Конструкция подмасочника сокращает объём мёртвого пространства, и препятствует запотеванию стёкол. Фильтры могут заменяться по-очереди, и при этом герметичность подмасочного пространства не нарушается. Немецкий М2000 позволяет заменить фильтры за 20 секунд, удобен при применении в течение длительного времени (24 часа), имеет встроенное переговорное устройство. Маска может снабжаться устройством для носки корректирующих линз для людей с ослабленным зрением.

## Неофициальные названияпротивогазов
| Название          | Происхождение |
| ----------------- | --- |
|                   | |
|                   | |
| Пуг, Пега, Гупёха | Сокращённая аббревиатура "ГП" - Гражданский противогаз. (ГП-5, ГП-7, ГП-9)                                                       |
| Пумка             | Сокращённая аббревиатура "ПМК" - Противогаз модернизированной конструкции (встречается описание противогаз масочный коробочный). |
| Хомяк             | Конструкция и внешность подобных противогазов действительно похожа на хомяка ( Например, ПБФ, М-17, М-10М, МР-4).                |
| Слоник            | Название противогазов, имеющих дыхательно-соединительную трубку ("шланг"), похожую на хобот слона. (Например, ГП-4у, РШ-4, БН)   |
| Панорамник        | Название противогазов, имеющих панорамный очковый узел (Например, ГП-21, МАГ, ППМ-88)                                            |

## Эффективность промышленных противогазов как средства сбережения здоровья работников
На практике, из-за несоблюдения требований к выбору СИЗОД, к индивидуальному подбору маски к лицу, к своевременной замене противогазных фильтров, и не применению СИЗОД в загрязнённой атмосфере, сберечь здоровье работников удаётся не всегда.

## Дополнительные риски и недостатки
СИЗОД снижают поступление вредных веществ в организм, и тем самым снижают риск отравлений и риск развития хронических профессиональных заболеваний. Однако носка СИЗОД сопровождается появлением или усилением других рисков. Так уже в 1950-х отмечали, что (при прочих равных условиях) у рабочих, использующих СИЗОД, чаще случаются травмы. Например, они чаще спотыкаются и падают из-за того, что лицевая часть ухудшает обзор, особенно в направлении «вниз-вперёд».
Большая масса автономных дыхательных аппаратов и повышенная температура вдыхаемого воздуха (у СИЗОД с закрытым контуром) создают сильную нагрузку на организм. Это привело к смерти горноспасателя, который прошёл предварительный медосмотр — но не сообщил о том, что у него есть противопоказания к работе в таком СИЗОД (гипертоническая болезнь и значительный коронарокардиосклероз, умер из-за инфаркта междужелудочной перегородки сердца). В других случаях повышенная нагрузка, в целом, негативно влияет на здоровье.
Значительное негативное влияние СИЗОД на работников требует ограничивать длительность и кратность их применения за смену, и требует эффективного профессионального отбора работников.
В США в течение 12 лет (1984—1995) зафиксированы случаи гибели 45 работников, в той или иной степени связанные с применением СИЗОД
. Например, при применении шлангового СИЗОД в камере для окрасочных работ задохнулся маляр. Причины:
1. При оборудовании рабочего места по ошибке трубопроводы покрасили не в те цвета, которые соответствуют перемещаемой в них среде;
2. При установке шлангового СИЗОД, работники не проверили то, какой именно газ подаётся в трубопровод — и ориентировались на его цвет;
3. Перед началом работы СИЗОД не проверили, и при включении подачи воздуха в лицевую часть туда начал поступать аргон, что привело к гибели маляра.

Однако это произошло при сочетании нарушений требований государственного стандарта, регулирующего обязанности работодателя при применении СИЗОД, а в РФ таких требований нет совсем.
При многочасовом использовании фильтрующих полумасок во время эпидемии, из более 300 медработников, более половины жаловались на прыщи и зуд, и более 1/3 на сыпь.
При выдохе, подмасочное пространство заполняется воздухом с низкой концентрацией кислорода и высокой концентрацией углекислого газа. При вдохе именно этот воздух первым попадает в лёгкие, ухудшая газообмен и вызывая недомогания. Проверка СИЗОД разных типов показала, что концентрация СО2 может достигать: более 2% при разговаривании, и более 1,4% при выполнении задания молча (средние значения, у отдельных участников были большие); 3,52% у 6 моделей «складывающихся» фильтрующих полумасок; 2,52% у 18 моделей чашеобразных фильтрующих полумасок (средние значения). У масок из непроницаемых материалов концентрация могла достигать 2,6% (2,8%). Аналогичный результат был получен при использовании военных СИЗОД с принудительной подачей воздуха в подмасочник — при выключенном вентиляторе, и полнолицевых масок.
При длительном использовании СИЗОД, из более двухсот медработников, 79% жаловались на головную боль; более половины использовали анальгетики; 7,6% были на больничном до 4 дней. В РФ установлены ПДКрз для углекислого газа — 0,43% среднесменная и 1,5% максимально разовая (средняя за 15 минут) — при использовании СИЗОД они многократно превышаются. Учебник HSE не рекомендует использовать СИЗОД без принудительной подачи воздуха в маску более часа непрерывно. В первом издании  стандарта Европейского Союза по выбору и организации использования СИЗОД для фильтрующих противогазов рекомендовалось ограничить непрерывное применение, максимум 2 часа, и потом давать работнику время для отдыха. Специалисты НИИ охраны труда по результатам исследования с участием молодых людей, 21-23 г., рекомендовали не допускать использование противогазов более 3 часа в день - при чередовании физической и лёгкой работы.
По мнению российских специалистов по профессиональным заболеваниям, респираторы (как и другие СИЗ) могут увеличивать риск для работника и за счёт негативного влияния на организм, и за счёт того, что у последнего возникает иллюзия надёжной защищённости. Однако на практике применение СИЗ — самый неэффективный метод защиты.